# 26 Draconis
26 Draconis is een drievoudige ster in het sterrenbeeld Draak bestaande uit een spectroscopische dubbelster (de componenten A en B) en een derde ster (component C) op grotere afstand (738 boogseconden in 1970) daarvan. De spectraalklasse van de drie sterren is F9V, K3V en M1V. De dubbelster bevindt zich 47,1 lichtjaar van de zon. De schijnbare magnitude is 5,2 (component A+B) en 10,0 (C). 